# Alicenstraße 2 (Darmstadt)
Das Haus Alicenstraße 2 ist ein Bauwerk in Darmstadt.

## Geschichte und Beschreibung
Das Haus Alicenstraße 2 ist Teil einer Gruppe von „Landhäusern“, die um das Jahr 1860 an der Frankfurter Straße entstanden. Stilistisch gehört das Wohnhaus zum Spätklassizismus.
Das ursprünglich zweigeschossige Gebäude besitzt einen Quergiebel. Die strenge horizontale Fassadengliederung mit zurückhaltendem Relief ist nur wenig verziert. 
Von 1914 bis 1918 wohnte der Dirigent Erich Kleiber in dem Wohnhaus. Heute beherbergt das sanierte Gebäude Arztpraxen.

## Denkmalschutz
Das Gebäude ist ein typisches Beispiel für den spätklassizistischen Baustil in Darmstadt. Aus architektonischen und stadtgeschichtlichen Gründen steht das Bauwerk unter Denkmalschutz.